# Asianopis camela
Espèce
Synonymes
- Dinopis camelus Thorell, 1881
- Deinopis camela Thorell, 1881

Asianopis camela est une espèce d'araignées aranéomorphes de la famille des Deinopidae.

## Distribution
Cette espèce est endémique de Nouvelle-Guinée. Elle se rencontre sur l'île Yule et vers Mindiptana et Merauke,.

## Description
Les femelles syntypes mesurent de 28,5 à 31 mm.
La carapace du mâle décrit par Chrysanthus en 1967 mesure 7 mm de long sur 4,7 mm et l'abdomen 15 mm et la femelle 30 mm.

## Systématique et taxinomie
Cette espèce a été décrite sous le protonyme Deinopis camela par Thorell en 1881. Elle est placée dans le genre Asianopis par Chamberland, Agnarsson, Quayle, Ruddy, Starrett et Bond en 2022.

## Publication originale
- Thorell, 1881 : « Studi sui Ragni Malesi e Papuani. III. Ragni dell'Austro Malesia e del Capo York, conservati nel Museo civico di storia naturale di Genova. » Annali del Museo Civico di Storia Naturale di Genova, vol. 17, p. 1-727 (texte intégral).